# 서방 정교회
서방 정교회는 라틴 전례 의식으로 전례를 거행하는 동방 정교회 전통 내의 회중교회이다.
트리엔트 미사의 변경된 버전 외에도 회중은 사룸 의식, 모자라빅 의식 및 갈리칸 의식과 같은 서방 전례 의식을 사용했다 . 일부 회중은 동방 정교회 공동 기도서에서 파생된 잉글랜드 전례 것을 사용한다. 오늘날 존재하는 서방 의식은 줄리안 조셉 오버렉의 삶과 업적에 크게 영향을 받았다.
서방 의식 임무, 교구 및 수도원은 주류 동방 정교회의 특정 관할 구역, 주로 해외 러시아 정교회 및 북미의 안티오키아 정교회 기독교 대교구 내에 존재한다.
또한 서방 의식은 주류 동방 정교회 외부의 종교 공동체 내에서 시행된다. 서방 정교회 공동체와 프랑스 정교회의 영성체는 전적으로 서방 전례 의식이다. 더욱이, 옛 달력주의자들 사이에는 밀라노 성회의 이전 서방 의식 총독부, 북미와 남미 및 영국 제도의 자치 정교회 메트로폴리아와 같은 적은 수의 서방 의식 공동체가 있다. 독립 정교회 내에서 미국 정교회 가톨릭교회의 후계자들은 서방 의식 대도시 관할권을 갖는다. 과거에는 오리엔트 정교회 내에 서방 의식 공동체도 있었다. 또한 동방 정교회나 동방 정교회 소속이 아닌 독립적인 서방 정교회와 수도원이 많이 있다.
서방 의식 본당은 로마 가톨릭교회나 개신교 인구가 많은 국가에서 거의 독점적으로 발견된다. 또한 서방 의식과 관련된 수많은 헌신적 사회와 출판 벤처가 있다. 서방 의식파 정교회는 일부 사람들에게 논쟁의 여지가 있는 문제로 남아 있다.

## 같이 보기
- 서방 기독교
- 동방 가톨릭교회